# Championnats du monde de course en montagne
Les championnats du monde de course en montagne sont une compétition de course en montagne disputée chaque année en montagne.
Il est créé en 1985. Il est nommé Trophée mondial de course en montagne jusqu'en 2008. Il devient alors le championnat du monde de course en montagne. Il est organisé par l'Association mondiale de course en montagne (WMRA).

## Histoire
L'édition 2020 est initialement prévue le 13 novembre dans le cadre du Haría Extreme Lanzarote aux Canaries. Ce dernier est annulé en raison de la pandémie de Covid-19 tout comme les championnats.
En 2021, les championnats sont remplacés par les championnats du monde de course en montagne et trail qui combinent également les championnats du monde de course en montagne longue distance et les championnats du monde de trail.

## Épreuves
Les épreuves alternent entre course classique comprenant principalement de la montée les années paires, et course avec montée et descente, généralement en boucle, les années impaires. Le parcours doit comprendre moins de 20 % de route mais les chemins empruntés ne doivent pas comporter de danger. L'arrivée doit se situer à moins de 3 000 m d'altitude. La pente moyenne ne doit pas dépasser 20 %.

## Éditions
| Édition | Année | Ville                                                     | Pays                                                      | Date                                                      |
| ------- | ----- | --------------------------------------------------------- | --------------------------------------------------------- | --------------------------------------------------------- |
| 1re     | 1985  | San Vigilio di Marebbe, Bolzano                           | Italie                                                    | 23 septembre                                              |
| 2e      | 1986  | Morbegno - Sondrio - Albosaggia, Lombardie                | Italie                                                    | 5 octobre                                                 |
| 3e      | 1987  | Lenzerheide - Valbella, Grisons                           | Suisse                                                    | 23 août                                                   |
| 4e      | 1988  | Keswick, Cumbria                                          | Royaume-Uni                                               | 15 octobre                                                |
| 5e      | 1989  | Die - Châtillon-en-Diois, Drôme                           | France                                                    | 16 septembre                                              |
| 6e      | 1990  | Telfes, Tyrol                                             | Autriche                                                  | 15 septembre                                              |
| 7e      | 1991  | Zermatt, Valais                                           | Suisse                                                    | 8 septembre                                               |
| 8e      | 1992  | Val de Suse, Piémont                                      | Italie                                                    | 30 août                                                   |
| 9e      | 1993  | Gap, Hautes-Alpes                                         | France                                                    | 5 septembre                                               |
| 10e     | 1994  | Berchtesgaden, Bavière                                    | Allemagne                                                 | 4 septembre                                               |
| 11e     | 1995  | Édimbourg, Écosse                                         | Royaume-Uni                                               | 10 septembre                                              |
| 12e     | 1996  | Telfes, Tyrol                                             | Autriche                                                  | 1 septembre                                               |
| 13e     | 1997  | Úpice - Malé Svatoňovice, Hradec Králové                  | Tchéquie                                                  | 7 septembre                                               |
| 14e     | 1998  | Dimitile, La Réunion                                      | France                                                    | 20 septembre                                              |
| 15e     | 1999  | Parc national du Kinabalu, Sabah                          | Malaisie                                                  | 19 septembre                                              |
| 16e     | 2000  | Bergen, Bavière                                           | Allemagne                                                 | 10 septembre                                              |
| 17e     | 2001  | Arta Terme, Frioul-Vénétie Julienne                       | Italie                                                    | 16 septembre                                              |
| 18e     | 2002  | Innsbruck, Tyrol                                          | Autriche                                                  | 15 septembre                                              |
| 19e     | 2003  | Girdwood, Alaska                                          | États-Unis                                                | 20 septembre                                              |
| 20e     | 2004  | Sauze d'Oulx, Piémont                                     | Italie                                                    | 4 septembre                                               |
| 21e     | 2005  | Wellington                                                | Nouvelle-Zélande                                          | 25 septembre                                              |
| 22e     | 2006  | Bursa                                                     | Turquie                                                   | 10 septembre                                              |
| 23e     | 2007  | Ovronnaz, Valais                                          | Suisse                                                    | 15 septembre                                              |
| 24e     | 2008  | Sierre - Crans Montana, Valais                            | Suisse                                                    | 14 septembre                                              |
| 25e     | 2009  | Madesimo - Campodolcino, Lombardie                        | Italie                                                    | 6 septembre                                               |
| 26e     | 2010  | Kamnik - Velika Planina, Haute-Carniole                   | Slovénie                                                  | 5 septembre                                               |
| 27e     | 2011  | Tirana                                                    | Albanie                                                   | 11 septembre                                              |
| 28e     | 2012  | Temù - Ponte di Legno, Lombardie                          | Italie                                                    | 2 septembre                                               |
| 29e     | 2013  | Krynica-Zdrój, Petite-Pologne                             | Pologne                                                   | 8 septembre                                               |
| 30e     | 2014  | Casette di Massa, Toscane                                 | Italie                                                    | 13 septembre                                              |
| 31e     | 2015  | Betws-y-Coed, Pays de Galles                              | Royaume-Uni                                               | 19 septembre                                              |
| 32e     | 2016  | Sapareva Banya, Kyoustendil                               | Bulgarie                                                  | 11 septembre                                              |
| 33e     | 2017  | Premana, Lombardie                                        | Italie                                                    | 30 juillet                                                |
| 34e     | 2018  | Canillo                                                   | Andorre                                                   | 16 septembre                                              |
| 35e     | 2019  | Villa La Angostura, Neuquén                               | Argentine                                                 | 15 novembre                                               |
| -       | 2020  | Championnats annulés en raison de la pandémie de Covid-19 | Championnats annulés en raison de la pandémie de Covid-19 | Championnats annulés en raison de la pandémie de Covid-19 |

## Palmarès

### Hommes
| Édition | Or                                                                       | Argent                                 | Bronze                               |
| ------- | ------------------------------------------------------------------------ | -------------------------------------- | ------------------------------------ |
| 1985    | Alfonso Vallicella (parcours long) Kenny Stuart (parcours court)         | Helmut Stuhlpfarrer Maurizio Simonetti | Fausto Bonzi Luigi Bortoluzzi        |
| 1986    | Alfonso Vallicella (parcours long) Maurizio Simonetti (parcours court)   | Helmut Stuhlpfarrer Fausto Bonzi       | Charly Doll Renato Gotti             |
| 1987    | Jay Johnson (parcours long) Fausto Bonzi (parcours court)                | Helmut Stuhlpfarrer Luigi Bortoluzzi   | Guido Dold Renato Gotti              |
| 1988    | Dino Tadello (parcours long) Alfonso Vallicella (parcours court)         | Davide Milesi Hanspeter Näpflin        | Rod Pilbeam Wolfgang Münzel          |
| 1989    | Jairo Correa (parcours long) Fausto Bonzi (parcours court)               | Costantino Bertolla Colin Donnelly     | Luigi Bortoluzzi Martin May          |
| 1990    | Costantino Bertolla (parcours long) Severino Bernardini (parcours court) | Florian Stern Fausto Bonzi             | Luigi Bortoluzzi Lucio Fregona       |
| 1991    | Jairo Correa (parcours long) John Lenihan (parcours court)               | Jean-Paul Payet Marius Hasler          | Francisco Sánchez Woody Schoch       |
| 1992    | Helmut Schmuck (parcours long) Martin Jones (parcours court)             | Jean-Paul Payet Renatus Birrer         | Costantino Bertolla Robin Bergstrand |
| 1993    | Martin Jones                                                             | Dave Dunham                            | Michel Humbert                       |
| 1994    | Helmut Schmuck                                                           | Antonio Molinari                       | Ladislav Raim                        |
| 1995    | Lucio Fregona                                                            | Tommy Murray                           | Marco Toini                          |
| 1996    | Antonio Molinari                                                         | Severino Bernardini                    | Helmut Schmuck                       |
| 1997    | Marco De Gasperi                                                         | Davide Milesi                          | Thierry Breuil                       |
| 1998    | Jonathan Wyatt                                                           | Antonio Molinari                       | Guido Dold                           |
| 1999    | Marco De Gasperi                                                         | Richard Findlow                        | Gino Caneva                          |
| 2000    | Jonathan Wyatt                                                           | Hans Kogler                            | Alexis Gex-Fabry                     |
| 2001    | Marco De Gasperi                                                         | Emanuele Manzi                         | Billy Burns                          |
| 2002    | Jonathan Wyatt                                                           | Raymond Fontaine                       | Ranulfo Sánchez                      |
| 2003    | Marco De Gasperi                                                         | Florian Heinzle                        | Marco Gaiardo                        |
| 2004    | Jonathan Wyatt                                                           | Tesfayohannes Mesfin                   | Raymond Fontaine                     |
| 2005    | Jonathan Wyatt                                                           | Gabriele Abate                         | Davide Chicco                        |
| 2006    | Rolando Ortiz                                                            | Jonathan Wyatt                         | Tesfay Felfele                       |
| 2007    | Marco De Gasperi                                                         | Tesfay Felfele                         | Ermias Tesfazghi                     |
| 2008    | Jonathan Wyatt                                                           | Martin Toroitich                       | Ahmet Arlsan                         |
| 2009    | Geofrey Kusuro                                                           | Azerya Teklay                          | James Kibet                          |
| 2010    | Samson Kiflemariam                                                       | Azerya Teklay                          | Geofrey Kusuro                       |
| 2011    | Max King                                                                 | Ahmet Arlsan                           | Martin Dematteis                     |
| 2012    | Petro Mamu                                                               | Azerya Teklay                          | Andreï Safronov                      |
| 2013    | Phillip Kiplimo                                                          | Geofrey Kusuro                         | Nathan Ayeko                         |
| 2014    | Isaac Kiprop                                                             | Daniel Rotich                          | Kibet Soyekwo                        |
| 2015    | Fred Musobo                                                              | Bernard Dematteis                      | Robbie Simpson                       |
| 2016    | Joseph Gray                                                              | Israel Morales                         | Ahmet Arlsan                         |
| 2017    | Victor Kiplangat                                                         | Joel Ayeko                             | Fred Musobo                          |
| 2018    | Robert Chemonges                                                         | Joel Ayeko                             | Victor Kiplangat                     |
| 2019    | Joseph Gray                                                              | Cesare Maestri                         | Marek Chrascina                      |

### Femmes
| Édition | Or                 | Argent               | Bronze                |
| ------- | ------------------ | -------------------- | --------------------- |
| 1985    | Olivia Grüner      | Chiara Saporetti     | Guidina Dal Sasso     |
| 1986    | Carol Haigh        | Valentina Bottarelli | Gaby Schütz           |
| 1987    | Fabiola Rueda      | Christiane Fladt     | Giuliana Savaris      |
| 1988    | Fabiola Rueda      | Gaby Schütz          | Isabelle Guillot      |
| 1989    | Isabelle Guillot   | Fabiola Rueda        | Manuela Di Centa      |
| 1990    | Beverley Redfern   | Maria Cocchetti      | Eroica Spiess         |
| 1991    | Isabelle Guillot   | Manuela Di Centa     | Annie Mougel          |
| 1992    | Gudrun Pflüger     | Sarah Rowell         | Sabine Stelzmüller    |
| 1993    | Isabelle Guillot   | Gudrun Pflüger       | Carol Greenwood       |
| 1994    | Gudrun Pflüger     | Isabelle Guillot     | Dita Hebelková        |
| 1995    | Gudrun Pflüger     | Isabelle Guillot     | Nives Curti           |
| 1996    | Gudrun Pflüger     | Isabelle Guillot     | Catherine Lallemand   |
| 1997    | Isabelle Guillot   | Jaroslava Bukvajová  | Melissa Moon          |
| 1998    | Dita Hebelková     | Matilde Ravizza      | Melissa Moon          |
| 1999    | Rosita Rota Gelpi  | Izabela Zatorska     | Maree Bunce           |
| 2000    | Angela Mudge       | Birgit Sonntag       | Izabela Zatorska      |
| 2001    | Melissa Moon       | Anna Pichrtová       | Izabela Zatorska      |
| 2002    | Svetlana Demidenko | Antonella Confortola | Izabela Zatorska      |
| 2003    | Melissa Moon       | Angela Mudge         | Tracey Brindley       |
| 2004    | Rosita Rota Gelpi  | Anna Pichrtová       | Andrea Mayr           |
| 2005    | Kate McIlroy       | Tracey Brindley      | Anna Pichrtová        |
| 2006    | Andrea Mayr        | Martina Strähl       | Isabelle Guillot      |
| 2007    | Anna Pichrtová     | Andrea Mayr          | Laura Haefeli         |
| 2008    | Andrea Mayr        | Renate Rungger       | Elisa Desco           |
| 2009    | Valentina Belotti  | Maria Grazia Roberti | Sarah Tunstall        |
| 2010    | Andrea Mayr        | Valentina Belotti    | Martina Strähl        |
| 2011    | Kasie Enman        | Elena Rukhliada      | Marie-Laure Dumergues |
| 2012    | Andrea Mayr        | Valentina Belotti    | Morgan Arritola       |
| 2013    | Alice Gaggi        | Emma Clayton         | Elisa Desco           |
| 2014    | Andrea Mayr        | Lucy Wambui Murigi   | Allison McLaughlin    |
| 2015    | Stella Chesang     | Emily Collinge       | Emma Clayton          |
| 2016    | Andrea Mayr        | Valentina Belotti    | Christel Dewalle      |
| 2017    | Lucy Wambui Murigi | Andrea Mayr          | Sarah Tunstall        |
| 2018    | Lucy Wambui Murigi | Maude Mathys         | Viola Jelagat         |
| 2019    | Grayson Murphy     | Élise Poncet         | Philippa Williams     |